# سوسویه
سوسویه (به لاتین: Sosoye) یک روستا در بلژیک است که در انه واقع شده‌است. سوسویه ۱۵۱ نفر جمعیت دارد.